# أحمد علي جندب
أحمد علي صالح جندب (25 سبتمبر 1955-)، أكاديمي وباحث يمني وشخصية قبلية وعسكرية، يعمل أستاذاً للقانون الجنائي بجامعة تعز بالجمهورية اليمنية.

## طفولته وتعليمه
ولد عام 1955م، بقرية نونة - بني زياد، قبيلة الحداء، بمحافظة صنعاء، حيث كانت الحداء تابعة لمحافظة صنعاء قبل أن يتم ردها إدارياً لمحافظة ذمار، بالجمهورية اليمنية.
وقبيلة الحداء تنتمي لقبيلة مذحج الشهيرة، ويقال في نسبتها: الحداء بن نَمِرَة بن مُرَاد، وقيل: الحداء نَاجِيَة بنُ مُرَاد، فهي فرع من قبيلة مُرَاد المَذحَجِيَّة، ويشاركها النسب قبائل مُرَاد المعروفة حالياً: قَيفَة، عَنس، والنَّخعَين، وغيرها من القبائل المنتشرة في محافظة البيضاء، ومحافظة أبين، ومحافظة مأرب، ومحافظة شبوة، ومحافظة الجوف ؛ بالجمهورية اليمنية.
تلقى تعليمه في كُتَّابِ القرية، وهي ما كان يسمى بالمِعلاَمَة، وتعلم في الكتاب أصول القراءة والكتابة. وبعدها انتقل مع والده الشيخ علي صالح جندب (توفي في 7 مارس 2012م) للدراسة في صنعاء، وذلك بالتزامن مع قيام ثورة 1962م وقيام النظام الجمهوري خَلَفَاً للنظام الملكي، وهناك التحق بمدرسة الأيتام، ولتفوقه حينها فقد تم إلحاقه بالصف الثاني بَدَلاً من الصفِّ الأول، وقد أكملَ في مدرسة الأيتام دراسته الابتدائية بتفوقٍ. وكان والده الشيخ علي صالح جندب يعمل مدرسا في ذات المدرسة حينها، ثم انشغل بالقتال مع صفوف الجمهورية، حيث كان من أوائل مناضلي ثورة سبتمبر، وتنقل للدفاع عن حصون ومعاقل الجمهورية في مختلف بقاع اليمن، في خولان الطيال، وفي بلاد الروس وسنحان، وفي الحَيمَتَين، وفي حجة، وفي صعدة.
عاصر جندب في طفولته أحداث الحروب والصراع بين الجمهورية والملكية، وأحداث حصار صنعاء، الذي حوصرت فيه صنعاء من قِبَل القبائل الملكية المحيطة بها ولمدة 70 يوماً، ونظراً لقلة الجنود المدافعين عن صنعاء، فقد استعانت الحكومة بطلاب مدرسة الأيتام لتنفيذ مهام الحراسة الليلية في شوارع صنعاء، وكان جندب من الطلاب الذين تولوا مهام الحراسة حينها.
بعد إكماله للدراسة الابتدائية بمدرسة الأيتام، انتقل إلى مدرسة الوحدة فأكمل فيها دراسته الإعدادية، ثم التحق بمدرسة الزعيم الراحل جمال عبد الناصر، وهي الواقعة الآن بميدان التحرير بصنعاء، وما زالت تحتفظ باسمها إلى الآن. وفيها أكمل دراسته الثانوية، وخلال مدة دراسته كان يزور قبيلته الحداء باستمرار كلما سنحت له الفرصة في الإجازات الدراسية.
وخلال دراسته للمرحلة الثانوية قام بالتدريس للمرحلتين الابتدائية والإعدادية، نظراً للظروف التي مرت بها البلاد وقتها، حيث قامت الجمهورية العربية السورية وجمهورية مصر العربية بسحب الكثير من مدرسيها في اليمن، مما سبَّبَ فراغاً كبيراً في الكوادر التعليمية، فقامت وزارة التربية والتعليم اليمنية بالاستعانة بطلاب الثانوية لتغطية العجز السائد.
في عام 1974م أكمل جندب دراسته الثانوية بتفوق، فتم ترشيحه حينها لدراسة الطب البشري في روسيا. ولكنه لم يجد نفسه تميل إلى مجال الطب.
وذات يومٍ وهو يتكلم مع أحد زملائه أخبره بأن وزارة الداخلية قد أعلنت عن قبول دفعة جديدة بكلية الشرطة بجمهورية مصر العربية، فتقدم فيها ونجح في الاختبارات وسافر إليها.

## الدراسة في مصر
التحق جندب بكلية الشرطة المصرية التابعة لأكاديمية الشرطة المصرية، والتي كانت أشبه بمعسكر ضخم، ومدة الدراسة فيها أربع سنوات، حيث درس فيها ليسانس الحقوق، ودبلوم العلوم الشرطية. فأكمل دراسة القانون والعلوم الشرطية بأكاديمية الشرطة بالقاهرة، وتخرج منها عام 1978م، وعاد إلى اليمن، حيث التحق بالعمل في كلية الشرطة اليمنية.
وكان معه في كلية الشرطة في مصر نخبة من الطلاب اليمنيين، منهم اللواء أحمد السنيدار، ويشغل الآن منصب مدير مكتب وزير الداخلية (2013م). ومنهم العميد عبد الله العِكَام، ويعمل الآن قاضياً في محكمة المرور.
وكانت دفعة جندب هي أول دفعة تتخرج من كلية الشرطة بالنظام الجامعي، حيث كان الملتحقون بكلية الشرطة في اليمن، يلتحقون بها بالشهادة الإعدادية، ويدرسون دبلوم الشرطة. ويتخرجون برتبة ملازم ثاني. وقد تم بعدها اعتماد النظام الجامعي، حيث كان القبول يتم بالشهادة الثانوية، ويدرس الطالب أربع سنوات ليسانس الحقوق إضافة للمواد الشرطية والأمنية، ويتخرج برتبة ملازم ثاني. وهو النظام السائد إلى الآن.

## العمل الميداني
عاد جندب من مصر إلى اليمن برتبة ملازم أول (كونه أول دفعة جامعية)، والتحق بالعمل في جهاز الأمن الوطني (يعرف اليوم بالأمن السياسي)، حيث عمل فيه مدة قصيرة. تم بعدها استدعائه من قِبَل وكيل وزارة الداخلية قائد قوات الأمن المركزي اللواء محمد عبد الله صالح، للعمل بكلية الشرطة، حيث عمل فيها قرابة سنتين، تولى فيها قائد إحدى كتائب الكلية.
انتقل للعمل في الإدارة العامة للمرور، إدارة مرور صنعاء، ثم عاد مجدداً إلى كلية الشرطة، وهو برتبة نقيب، قائداً لسرايا الكلية، ثم نائباً لكبير المعلمين. وخلال تلك الفترة تولى عملية التدريس لطلاب الكلية لبعض المواد منها مادة علم النفس، وعلم النفس الجنائي. وكان جندب خلالها نموذجاً للشباب الواعد الطموح، والتف حوله طلاب كلية الشرطة، وامتدت نشاطاته في كلية الشرطة إلى الكلية الحربية وكلية الطيران، فكان يتم تبادل الزيارات بين طلاب الكليات الثلاث، والاشتراك في إقامة الأنشطة الرياضية والثقافية والعلمية والعسكرية، والتدريب المشترك وعمل البروفات الخاصة بالعروض العسكرية.
وخلال تلك الفترة تخرج من الكلية الكثير من قادة ورجال الدولة الحاليين، ومنهم من يعمل في السلك العسكري والشرطي، ومنهم من انتقل للعمل في سلك القضاء والنيابة، ومنهم من التحق بالوظائف المدنية، وتولوا مناصب سياسية. منهم اللواء محمد صالح شملان الذي تولى منصب محافظ محافظة الحديدة، ثم وزير الثروة السمكية. ومنهم اللواء عبد القادر هلال الدبب الذي تولى منصب محافظ محافظة إب ثم محافظ محافظة حضرموت، ثم وزير الإدارة المحلية، وحالياً وزيراً للدولة أميناً للعاصمة صنعاء. ومنهم اللواء خالد عبد الوهاب الشريف الذي تولى منصب رئيس اللجنة العليا للانتخابات. وغيرهم الكثير.
كان جندب من المؤسسين الأوائل للمؤتمر الشعبي العام، في أغسطس من عام 1982م. بقيادة الرئيس علي عبد الله صالح رئيس الجمهورية العربية اليمنية حينها. وقد شمل تنظيم المؤتمر جميع أطياف العمل السياسي آنذاك، وكان مظلة عملٍ مشتركة لجميع التيارات السياسية والدينية في الساحة اليمنية.
- في نفس العام تم انتخابه أميناً عاماً للمجالس البلدية بمحافظة صنعاء.
- انتقل بعدها للعمل في إدارة البحث الجنائي حيث عمل مديراً لإدارة الآداب بأمانة العاصمة.
- ثم مديراً للبحث الجنائي بمحافظة حجة.
- في عام 1987م تم استدعائه من قبل قيادة وزارة الداخلية للمشاركة في تأسيس المعهد العالي لضباط الشرطة، حيث كان من أبرز القيادات الأمنية التي تولت مهام تأسيس المعهد وبناء أسسه وركائزه، وتولى حينها منصب وكيل المعهد.
- في عام 1990م وتزامناً مع إعادة تحقيق الوحدة اليمنية ترقى إلى رتبة عقيد، ونظراً لإعادة ترتيب الأوضاع بوزارة الداخلية، فقد أعيد تعيينه كبيراً للمعلمين بالمعهد العالي لضباط الشرطة.
- وخلال الفترة السابقة كان عضواً لهيئة التدريس بكلية الشرطة، وبالمعهد العالي لضباط الشرطة، والذي كان يمنح درجة الماجستير في العلوم الأمنية والشرطية.

## دراسة الماجستير
في عام 1988؛ حصل درجة الماجستير في علوم الشرطة من المعهد العالي لضباط الشرطة بتقدير امتياز مع مرتبة الشرف. وكان يومها يقوم بثلاث مهام في وقت واحد: فكان يعمل وكيلاً للمعهد، وكان يقوم بالتدريس فيه، كما كان يقوم بدراسة الماجستير.

## دراسة الدكتوراة
قام الدكتور جندب بالتسجيل لدراسة الدكتوراه بأكاديمية الشرطة بجمهورية مصر العربية. وتأجلت دراسته للدكتوراه بسبب تكليفه بتولي منصب مدير أمن محافظة أبين.
نهاية عام 1994م انتقل للعمل مديراً لإدارة أمن محافظة أبين، حيث استمر فيها قرابة العامين.
بعدها ظل فترة بدون عمل، وانشغل خلالها بالتدريس في المعهد العالي لضباط الشرطة، وفي مدرسة الشرطة. كما انهمك في حل الكثير من القضايا القَبَلِيَّة والاجتماعية. ثم انشغل بالتنقل بين مختلف محافظات الجمهورية اليمنية لتنفيذ الجانب الميداني من رسالة الدكتوراه الخاصة به.
سافر إلى جمهورية مصر العربية لإكمال دراسة الدكتوراه، وذلك بعد أن لمس ورأى وتأكد من أنه وأمثاله من الرجال الشرفاء غير مرغوبين للعمل ضمن كوادر وزارة الداخلية. ولأسباب عديدة، كان من أهمها ازدياد شعبيته ضمن أوساط الجنود والضباط في جهاز الشرطة ؛ فقد تم تركه بدون عمل لفترة طويلة.
ومع كل هذه المحاولات لتهميش دور الرجل العسكري والأمني، فقد كان جندب حاضراً لدى الأوساط القبلية والاجتماعية والعلمية، وذلك من خلال مكانته القبلية والاجتماعية، حيث تفرغ لحل الكثير من المشاكل القبلية والاجتماعية، كما أنجز العديد من الكتب والبحوث العلمية، والتي لم يطبع أغلبها إلى الآن.
وقد نال جندب درجة الدكتوراه في القانون الجنائي عام 2001م من أكاديمية الشرطة[ ؟ ] بجمهورية مصر العربية، حيث تناولت رسالته موضوعاً هاماً وحساساً جداً في اليمن خصوصاً وفي الدول العربية عموماً، ألا وهو موضوع ظاهرة الثأر، وتعتبر دراسته الأوفى والأكمل والأشمل في مجالها.
- عاد بعدها إلى اليمن، حيث استمر بتدريس طلاب الماجستير في كلية الدراسات العليا بأكاديمية الشرطة.
- عام 2005م تم تعيين جندب عضواً لهيئة التدريس بكلية الحقوق بـ جامعة تعز.
- في عام 2006م تم تعيين جندب مديراً لكلية تدريب ضباط الشرطة التابعة لأكاديمية الشرطة، حيث استمر فيها إلى عام 2011م.

## محاولات الاغتيال
تعرض جندب للعديد من محاولات الاغتيال والتصفية الجسدية بإطلاق النار عليه منذ بداية مشواره المهني والحياتي ابتداءً من عقد الثمانينات. حدثت تلك المحاولات في محافظة ذمار، وفي محافظة أبين أثناء توليه منصب مدير الأمن.
كما تعرض منزله ومنزل والده بالحداء لإطلاق النار أكثر من مرة. ومن ذلك - أيضاً - ما حدث عام 1990م حيث تعرض منزله بصنعاء لهجوم بالقنابل، ولم يسفر الحادث عن ضحايا، باستثناء بعض التلفيات المادية في البناء والجدران وزجاج المنزل.
وكانت آخر محاولات اغتياله في أكتوبر من عام 2011م، أثناء الأحداث التي شهدتها اليمن والوطن العربي، حيث تعرض لإطلاق النار في صنعاء من قبل قناص بمنطقة الحصبة، وذلك أثناء تواجده أمام منزله الكائن أمام وزارة التموين والتجارة. وقد أسفرت المحاولة عن إصابته في الذراع الأيسر بطلق ناري خارق اخترق العضد الأيسر. وتم إسعافه إلى مستشفى الشرطة بصنعاء. حيث قام وزير الداخلية بزيارته إلى المستشفى للاطمئنان على صحته. وتوالت الزيارات من كبار رجال الدولة وقيادات وزارة الداخلية (اليمن) والمشائخ والشخصيات الاجتماعية للاطمئنان على صحته.
وبعدها صدرت أوامر الرئيس اليمني السابق علي عبد الله صالح بنقله إلى المملكة الأردنية الهاشمية لاستكمال العلاج فيها، حيث اتضح أن الرصاصة التي أصابته مسمومة ومطعمة بمادة سامة تنتشر في الجسم بمجرد لمسه.

## كتبه ومؤلفاته
للدكتور جندب عشرات الكتب والأبحاث والدراسات، منها المطبوع والمنشور، ومنها ما هو مطبوع وغير منشور، ومنها ما زال مخطوطاً.
- ظاهرة الثأر في المجتمعين اليمني والمصري. دراسة نظرية تطبيقية مقارنة. مطبوع.[6]
- علم النفس الجنائي. منشور.
- علم الجريمة والعقاب. جزءان. منشور.
- أساليب البحث العلمي. منشور.
- إدارة الأزمة الأمنية. منشور.
- العصبية القبلية. منشور.
- الإعلام الأمني. مطبوع.
- ظاهرة حمل السلاح. مطبوع.

## الأوسمة والنياشين وشهادات التقدير
- حصل جندب على العديد من الأوسمة والنياشين، منها:

1. وسام الواجب.
2. وسام الوحدة.
3. وسام 26 سبتمبر.
4. وسام الشرف.
5. وسام الخدمة.

- حصل جندب على العديد من شهادات الشكر والتقدير من قيادة وزارة الداخلية اليمنية، ومن مختلف مرافقها العامة مثل: أكاديمية الشرطة، كلية الشرطة، كلية تدريب ضباط الشرطة، المعهد العالي لضباط الشرطة، الإدارة العامة للمرور، الإدارة العامة للبحث الجنائي، قيادة قوات الأمن المركزي، وغيرها.
- حصل على العديد من شهادات الشكر والتقدير من وزارة الدفاع اليمنية، من كلية القيادة والأركان، ومن الأكاديمية العسكرية.
- كما حصل على العديد من شهادات الشكر والتقدير من العديد من الوزارات والجامعات (كجامعة عدن، وجامعة تعز)، ومن الهيئات والمنظمات المدنية في اليمن.
- حصل على العديد من شهادات الشكر والتقدير من جهات خارجية، كالاتحاد الأوروبي، ومنظمة الهجرة الدولية، ومكتب الشيخ محمد بن راشد آل مكتوم بدولة الإمارات العربية المتحدة، وجامعة الأمير نايف للعلوم الأمنية بالمملكة العربية السعودية، وأكاديمية الشرطة المصرية، وغيرها.

## المؤتمرات والندوات والمحاضرات
حضر الدكتور جندب الكثير من الندوات والمؤتمرات واللقاءات وورش العمل في المجال الأمني والشرطي والمجال القانوني، داخل اليمن وخارجها. وله العديد من أوراق البحث التي قدمت فيها. ومنها على سبيل الذكر لا الحصر:
- المؤتمرات القيادية السنوية لوزارة الداخلية بالجمهورية اليمنية.
- المؤتمر الدولي لمكافحة المخدرات بدبي، وقد قدم فيه بحثاً حول دور الرياضة في الحد من انتشار المخدرات.
- مؤتمر القيادات الأمنية العربية، جامعة الأمير نايف للعلوم الأمنية. الرياض - المملكة العربية السعودية.
- مؤتمر المنظمة الدولية للهجرة (OIM)، الكويت.
- نظم الدكتور أحمد علي جندب العديد من الندوات وألقى الكثير من المحاضرات[7]، وحضر العديد من اللقاءات وورش العمل الخاصة بموضوع ظاهرة الثأر [8]

في اليمن وكيفية معالجتها والحد منها.
- يُستدعَى الدكتور جندب من قبل الكثير من الجامعات والهيئات العسكرية والأمنية والشرطية داخل اليمن وخارجها لإلقاء المحاضرات، ومنها: الأكاديمية العسكرية اليمنية - أكاديمية الشرطة بوزارة الداخلية. جامعة الأمير نايف العربية للعلوم الأمنية بالسعودية. كلية الشرطة تركيا. كلية شرطة دبي بالإمارات العربية المتحدة. المنظمة الدولية للهجرة (OIM). جمعيات وهيئات مكافحة ظاهرة الثأر في الجمهورية اليمنية.[11]
- يعتبر الدكتور أحمد علي جندب من أهم الباحثين المتخصصين في ظاهرة الثأر، وقد نُشِرَتْ دراساته وآراؤه ومقالاته وأبحاثه في العديد من الصحف والمجلات العامة والمتخصصة داخل اليمن وخارجها.[12] كما نُشِرَتْ في العديد من المنتديات والمواقع والمُدَوَّنَات الإلكترونية على شبكة الإنترنت منها موقع إسلام أون لاين.[13]
*موقع العربية.[14]
*موقع مؤسسة الحوار المتمدن.[15]
*موقع صحيفة الجمهورية الرسمية، اليمن.[16]
*موقع صحيفة عكاظ[ ؟ ] السعودية.[17]
*موقع الاشتراكي نت.[18]
*موقع مأرب برس.[19]
*موقع عدن المنارة.[20]
*موقع حشد نت.[21]
*موقع السجل.[22]
*موقع الأهالي.[23]
*مدونة الإعلام والعلاقات العامة بمحافظة البيضاء.[24]
*مدونة هيلاني.[25]
*مدونة سهيل.[26]
*غيرها من المواقع الإلكترونية. وبصورة عامة فلا تكاد تجد من يتكلم عن ظاهرة الثأر إلا ويستشهد بدراسة الدكتور جندب وينقل كلامه.

## العائلة
على المستوى العائلي فالدكتور جندب أب لعشرة أولاد: أربعة ذكور، 6 إناث.